# Тсонга, Жо-Вильфрид
Жо-Вильфри́д Тсонга́ (фр. Jo-Wilfried Tsonga; родился 17 апреля 1985 года в Ле-Мане, Франция) — французский профессиональный теннисист; финалист одного турнира Большого шлема в мужском одиночном разряде (Открытый чемпионат Австралии-2008); победитель 22 турниров ATP (из них 18 в одиночном разряде); призёр теннисного турнира Олимпийских игр в мужском парном разряде; бывшая пятая ракетка мира в одиночном разряде; обладатель Кубка Дэвиса (2017), Кубка Хопмана (2014) и двукратный финалист Кубка Дэвиса (2010, 2014) в составе национальной сборной Франции; победитель одного юниорского турнира Большого шлема в одиночном разряде (Открытый чемпионат США-2003); бывшая вторая ракетка мира в юниорском одиночном рейтинге.
Один из наиболее стабильных теннисистов мира с конца 2000-х годов до середины 2010-х годов — 10 сезонов подряд (2008—2017) заканчивал год в топ-15 мирового рейтинга. В 9 из 10 этих сезонов Тсонга как минимум один раз играл в четвертьфинале турнира Большого шлема и выиграл как минимум один турнир ATP.

## Общая информация
Жо-Вильфрид вырос в спортивной семье. Его отец Дидье играл в гандбол, также он является учителем химии. Отец Жо-Вильфрида родом из республики Конго, а мать Эвилин — француженка, по профессии учительница. Младший брат Жо-Вильфрида Энзо является студентом и занимается баскетболом. Кроме того, бывший французский футболист Шарль Н’Зогбия приходится Жо-Вильфриду двоюродным братом.
Имеет прозвище «Али» за внешнюю схожесть с легендарным боксёром прошлого Мохаммедом Али.

## Спортивная карьера

### Начало карьеры
Начал играть в теннис в возрасте 7 лет. В 2003 году выиграл юниорский Открытый чемпионат США. В 2004 стал профессионалом, выиграл один «фьючерс» и два турнира серии «челленджер». Дебютировал в соревнованиях ATP в сентябре 2004 года на турнире в Пекине, где в первом же круге победил знаменитого испанца Карлоса Мойю — 6-3, 6-3. В этом же году дебютировал на турнире серии Мастерс  в Париже, где в первом круге победил хорвата Марио Анчича, а также выполнил очень мощную подачу со скоростью 234 км/ч, заявив о себе как о будущем мастере по быстрым покрытиям. В 2005 году Тсонга впервые выступил в основной сетке турнира из серии Большого шлема. Им стал Открытый чемпионат Франции, где он выбыл в первом же раунде, уступив третьему на тот момент в мире Энди Роддику. За 2005 и 2006 год Тсонга добавил к себе актив четыре победы на турнирах «фьючерс» и две победы на турнирах «челленджер». Из-за серии травм, включавшей повреждение лодыжки, травму спины и плечевого сустава, до начала 2007 года Тсонга сумел принять участие всего в трёх турнирах ATP.

### 2007—2008
В 2007 году получил wild card на Открытом чемпионате Австралии, где в первом же матче проиграл Энди Роддику в четырёх сетах, при этом выиграв первый на самом продолжительном тай-брейке (20-18) в истории турнира. Также этот тай-брейк является повторением самого продолжительного в истории тенниса. В первой половине сезона победил на четырёх турнирах «челленджерах»и одном «фьючерсе». В июне 2007 года вышел в третий раунд турнира ATP в Лондоне, обыграв действующего чемпиона турнира Ллейтона Хьюитта — 7:6, 7:6. На Уимблдонском турнире и Открытом чемпионате США выходил в четвёртый и третий раунд соответственно. Также приезжал в Москву на Кубок Кремля, где в первом же круге уступил будущему чемпиону — Николаю Давыденко. Год закончил на 43-й позиции, поднявшись на 169 пунктов по сравнению с началом года и став самым прогрессирующим теннисистом в топ-75.
2008 год начал с выхода в полуфинал турнира в Аделаиде. На Открытом чемпионате Австралии этого года Тсонга сумел показать сенсационную игру, выйдя в финал. На своём пути он сумел обыграть в первом раунде 9-го в мире Энди Маррея 7-5, 6-4, 0-6, 7-6(5), в четвёртом раунде 8-го Ришара Гаске 6-2, 6-7(5), 7-6(6), 6-3, в четвертьфинале 14-го Михаила Южного 7-5, 6-0, 7-6(6) и в полуфинале вторую ракетку мира Рафаэля Надаля 6-2, 6-3, 6-2. В решающем матче за титул он проиграл Новаку Джоковичу 6-4, 4-6, 3-6, 6-7(2). Австралийский финал не только стал первым для него на турнирах ATP, но и помог французу подняться в топ-20 рейтинга.
| Стадия  | Соперник (посев)      | Рейтинг | Счёт                  | Время матча |
| 1 раунд | Энди Маррей (9)       | 9       | 7-5 6-4 0-6 7-6(5)    | 3 ч 12 мин  |
| 2 раунд | Сэм Варбург (Q)       | 172     | 6-4 7-6(4) 6-2        | 2 ч 13 мин  |
| 3 раунд | Гильермо Гарсия-Лопес | 86      | 6-3 6-4 6-2           | 1 ч 42 мин  |
| 4 раунд | Ришар Гаске (8)       | 8       | 6-2 6-7(5) 7-6(6) 6-3 | 3 ч 15 мин  |
| 1/4     | Михаил Южный (14)     | 14      | 7-5 6-0 7-6(6)        | 2 ч 16 мин  |
| 1/2     | Рафаэль Надаль (2)    | 2       | 6-2 6-3 6-2           | 1 ч 56 мин  |
| Финал   | Новак Джокович (3)    | 3       | 6-4 4-6 3-6 6-7(2)    | 3 ч 5 мин   |

После выступления в Австралии 2008 года Тсонга дебютировал за сборную Франции на Кубке Дэвиса, выиграв матч у Андрея Павела в рамках встречи первого круга против сборной Румынии. На мартовских турнирах серии Мастерс в Индиан-Уэллсе и Майами дошёл до третьего и четвёртого раунда. Следующий заметный результат это полуфинал на турнире в Касабланке в мае 2008 года, после которого Тсонга вынужден был взять паузу и следующий турнир уже сыграл в конце августа. Им стал Открытый чемпионат США, Жо-Вильфред дошёл до третьего раунда.
Сразу после выступления на последнем в году турнире Большого шлема Тсонга выигрывает свой первый в карьере титул на турнирах ATP. Произошло это благодаря его победе со счётом 7-6(4), 6-4 над Новаком Джоковичем в финале турнира в Бангкоке. Хороших результатов ему удаётся достичь в октябре. Сначала он дошёл до полуфинала в Лионе, а затем впервые победил на турнире серии Мастерс в Париже. На своём пути к этому титулу он сумел выиграть у Радека Штепанека, Новака Джоковича, Энди Роддика, Джеймса Блейка и Давида Налбандяна. Благодаря этому успеху он не только впервые поднялся в рейтинге в топ-10, но и принял участие в Итоговом турнире. 2008 год он завершил на 7-й строчке.

### 2009—2010

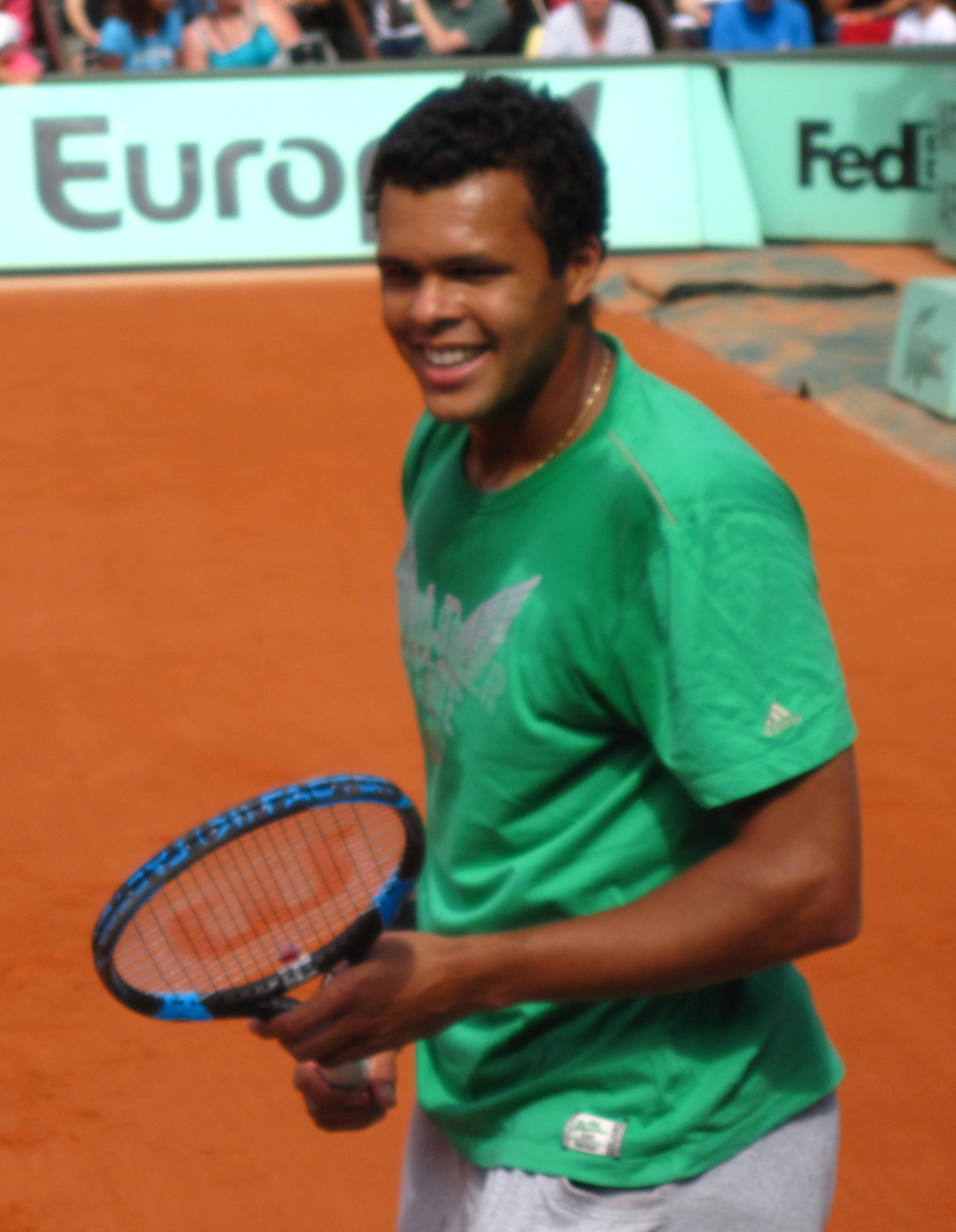
Тсонга на Открытом чемпионате Франции-2009

Сезон Тсонга начинает с четвертьфиналов на турнирах в Брисбене, Сиднее и на Открытом чемпионате Австралии. В феврале сумел выиграть турниры в Йоханнесбурге и Марселе, а также дойти до четвертьфинала в Роттердаме. В марте дошёл до третьего раунда в Индиан-Уэллсе и четвертьфинала в Майами. На Открытом чемпионате Франции этого года Тсонге удалось дойти до четвёртого раунда, где он уступил 5-му в мире аргентинцу Хуану Мартину дель Потро. На Уимблдонском турнире он остановился в третьем раунде. В августе на Мастерсе в Монреале он дошёл до полуфинала. В четвертьфинале того турнира ему впервые удалось выиграть у действующего первого номера в мире, кем тогда являлся Роджер Федерер. Тсонга обыграл швейцарского теннисиста 7-6(5), 1-6, 7-6(3). На Открытом чемпионате США он дошёл до четвёртого раунда.
Затем ему не удалось защитить прошлогодний титул на турнире в Бангкоке, остановившись в полуфинале. Зато его ждал успех на следующем турнире в Токио, где переиграв в финале Михаила Южного 6-3, 6-3 он выиграл свой пятый в карьере одиночный титул ATP. В конце сезона в свой актив удачных выступлений Тсонга смог записать лишь четвертьфинал в Лионе и на Мастерсе в Париже и тем самым завершил год на 10-м месте в рейтинге.

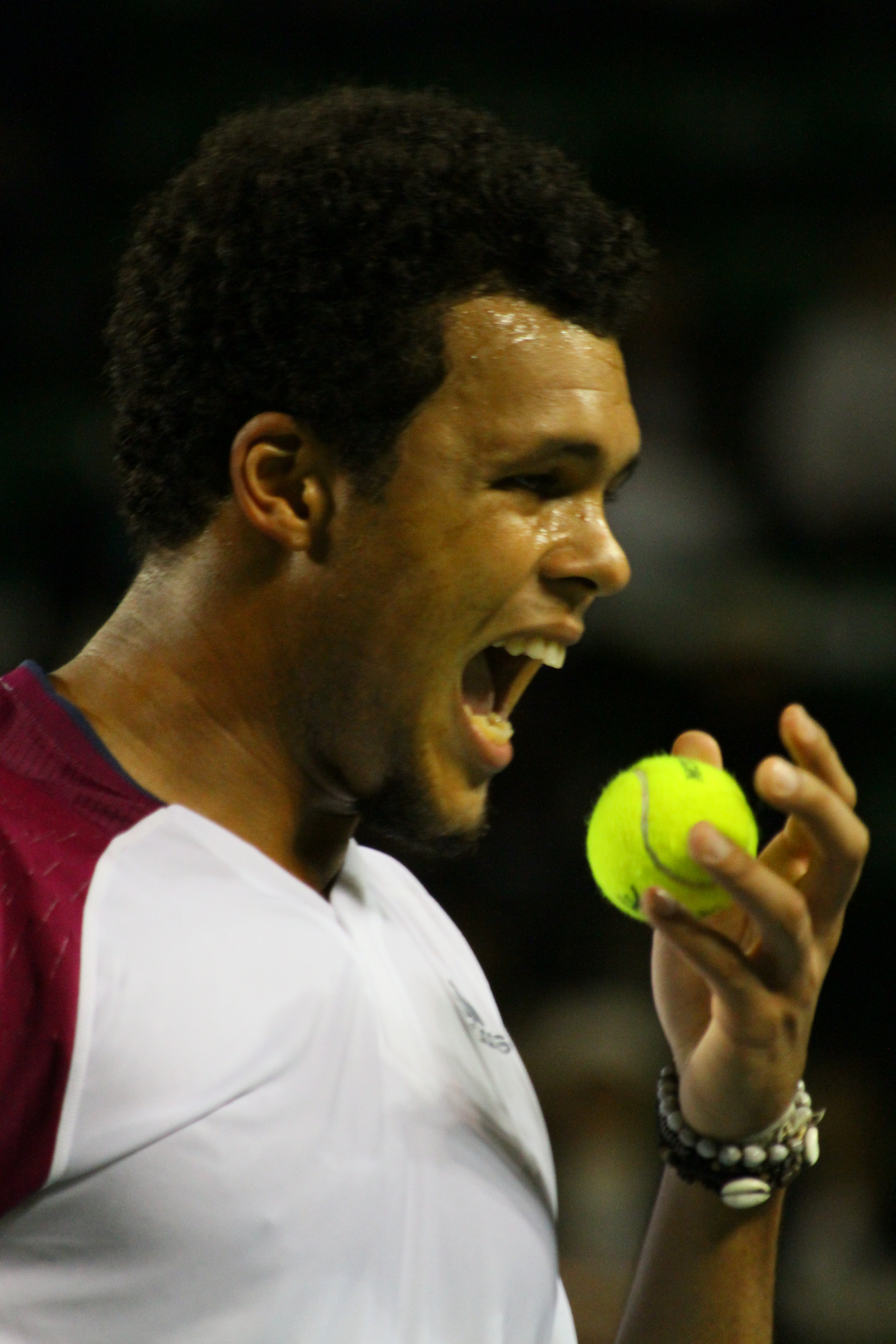
Тсонга на турнире в Токио в 2010 году

Свои выступления в 2010 году на официальных турнирах ATP Тсонга начинает сразу с Открытого чемпионата Австралии. В первых двух раундах он легко в трёх сетах обыграл Сергея Стаховского и Тэйлора Дента. Затем в третьем раунде в четырёх сетах 6-4, 3-6, 6-1, 7-5 переиграл Томми Хааса. В матче четвёртого раунда в упорной борьбе он сломил сопротивление испанца Николаса Альмагро 6-3, 6-4, 4-6, 6-7(6), 9-7. В четвертьфинале жребий свёл Тсонга со своим соперником по финалу этого турнира 2008 года Новаком Джоковичем. Жо-Вильфрид сумел переиграть серба со счётом 7-6(8), 6-7(5), 1-6, 6-3, 6-1. В борьбе за выход финал он уступил Роджеру Федереру 2-6, 3-6, 2-6. Следующий турнир сыграл в середине февраля в Марселе, где сумел дойти до полуфинала. На турнире в Дубае он выбыл уже во втором раунде. Принял участие Тсонга и на мартовских турнирах Мастерс. В Индиан-Уэллсе он дошёл до четвёртого раунда, а в Майами до четвертьфинала. Грунтовую часть сезона он открыл с выступления на турнире Мастерс в Монте-Карло, где выбыл в третьем раунде. На турнире в Барселона и Мастерсе в Риме он прошёл в четвертьфинал. В матче первого раунда турнира Мастерс в Мадриде Тсонга снялся после первого сета. То же самое произошло с ним и на Открытом чемпионате Франции. В матче четвёртого раунда против Михаила Южного он отказался от борьбы при счёте 6-2 в пользу россиянина.
Следующим официальным турниром для Тсонга стал Уимблдон. Здесь ему впервые в карьере удалось дойти до четвертьфинала, где он уступил британцу Энди Маррею 7-6(5), 6-7(5), 2-6, 2-6. После турнира Тсонга вынужден пропусть большую часть сезона из-за травмы. В том числе ему не удалось выступить и на Открытом чемпионате США этого года. Первый матч после вынужденной паузы он сыграл на турнире в Токио в октябре, где он уступил Яркко Ниеминену. На турнире Мастерс в Шанхае он добрался до четвертьфинала. Затем принял участие в Кубке Кремля, где проиграл первой свой матч на турнире во втором круге сербу Виктору Троицки. Последним в году турниром для Тсонга становится Монпелье, где он доиграл до полуфинала. За весь сезон Тсонга не смог сыграть ни в одном финале на официальных турнирах и завершил его на 13-м месте в рейтинге.

### 2011—2012

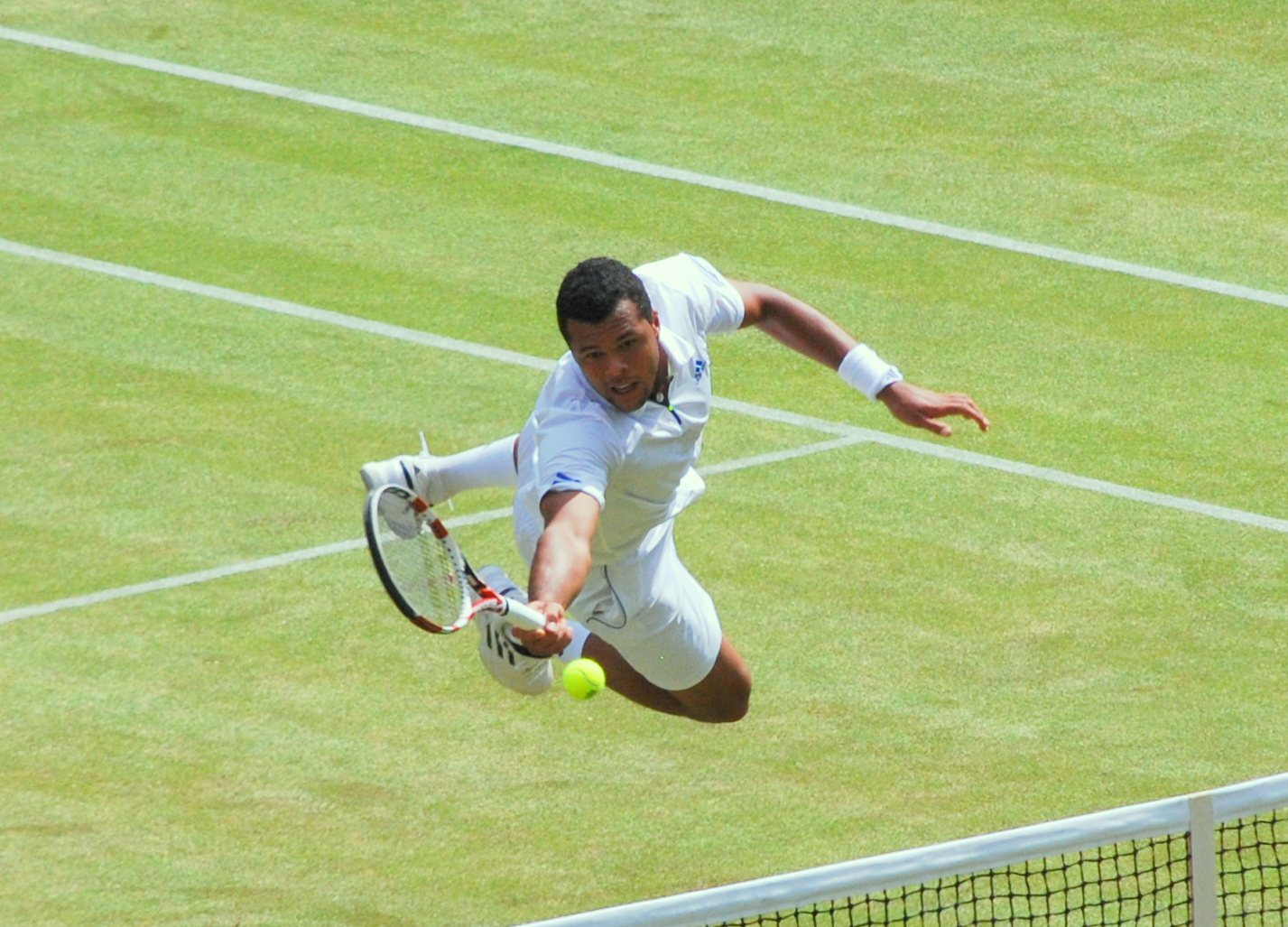
В полуфинале Уимблдона-2011 против Новака Джоковича

Свои выступления в официальных турнирах начал в Дохе, где вышел в полуфинал, уступив лишь Роджеру Федереру. На Открытом чемпионате Австралии он оступился в третьем раунде, проиграв Александру Долгополову 6-3, 3-6, 6-3, 1-6, 1-6. В феврале он впервые за последний год с небольшим вышел в финал. Произошло это в Роттердаме. В решающем матче он уступил шведу Робину Сёдерлингу. На турнире в Марселе он дошёл до четвертьфинала. Достаточно неудачно Тсонга выступил на Мастерсах в Индиан-Уэллсе и Майами, выбыв из борьбы во втором и третьем раунде соответственно. Достаточно неудачно он провёл грунтовую часть сезона. На Мастерсе в Монте-Карло и турнире в Эшториле он выбыл во втором раунде. На Мастерсе в Мадриде в третьем. Не улучишл свои показатели он и на Мастерсе в Риме, уступив в матче второго раунда. На Открытом чемпионате Франции, обыграв в первых двух раундах в трёх сетах Яна Гайека и Игоря Андреева, Тсонга в итоге уступает в третьем Станисласу Вавринке 6-4, 7-6(3), 6-7(5), 2-6, 3-6.
При подготовке к Уимблдонскому турниру Жо-Вильфред сумел дойти до финала в Лондоне. Примечательно, что в матче 1/4 финала он переиграл действующего на тот момент первого номера в мире Рафаэля Надаля 6-7(3), 6-4, 6-1. В финале он уступил Энди Маррею 6-3, 6-7(2), 4-6. На турнире в Истборне он выбыл уже во втором раунде. На самом Уимблдонском турнире ему удалось улучшить своё лучшее достижение для этого турнира. В первых трёх раундах он переиграл Го Соэду, Григора Димитрова и Фернандо Гонсалеса. Затем, находясь в рейтинге на 19-м месте, он переиграл двух теннисистов из первой десятки. В матче четвёртого круга он победил 6-го в мире Давида Феррера 6-3, 6-4, 7-6(1), а в четвертьфинале преподнёс сюрприз и переиграл 3-го номера в мире и шестикратного победителя этого турнира Роджера Федерера 3-6, 6-7(3), 6-4, 6-4, 6-4. В полуфинале Тсонга уступил будущему победителю турнира Новаку Джоковичу 6-7(4), 2-6, 7-6(9), 3-6. Свои выступление в Мировом туре Тсонга продолжил в августе на Мастерсе в Монреале, где смог дойти до полуфинала. Затем на Мастерсе в Цинциннати он уступил уже во втором раунде. На последнем в году турнире из серии Большого шлема Открытом чемпионате США Тсонга смог улучшить своё личное достижение для этого турнира и дошёл до четвертьфинала. Путь дальше ему преградил Федерер, переигравший французского теннисиста 4-6, 3-6, 3-6. В сентябре после почти двухлетнего перерыва ему удаётся завоевать титул на турнире ATP. Произошло это в Меце, где в финале Тсонга переиграл Ивана Любичича 6-3, 6-7(4), 6-3.
В октябре он выходит в полуфинал на турнире в Пекине и выбывает во втором раунде на Мастерсе в Шанхае. После этого ему удаётся выиграть на турнире в Вене. В финале он переиграл Хуана Мартина дель Потро 6-7(5), 6-3, 6-4. На турнире в Валенсии ему не удаётся пройти далеко. Тсонга уступает во втором раунде. Достаточно успешно ему удаётся завершить сезон. Дважды он выходит в финал на престижных соревнованиях. На Мастерсе в Париже он проиграл только в решающем поединке Роджеру Федереру 1-6, 6-7(3). С ним же он встретился и на Итоговом турнире года, отобравшись туда по рейтингу. В первом для себя финале Итогового турнира Тсонга вновь уступил швейцарцу, но на этот в трёх сетах 3-6, 7-6(6), 3-6. Благодаря удачной концовке сезона по итогам 2011 года Тсонга занял 6-е место в рейтинге.
Первым официальным турниром в 2012 году для него становится турнир в Дохе. Этот старт сезона оказывается для Тсонга удачным и он сумел завоевать на этом турнире восьмой в карьере одиночный титул ATP. На первом в году турнире из серии Большого шлема Открытом чемпионате Австралии Тсонга сумел дойти до четвёртого раунда, где путь дальше ему преградил японец Кэй Нисикори, переигравший Тсонга 6-2, 2-6, 1-6, 6-3, 3-6. В феврале на турнире в Марселе дошёл до полуфинала, а в Дубае до четвертьфинала. На конец февраля Тсонга удалось достичь 5-го номера — самой высокой строчки в мировом рейтинге для себя в карьере… На мартовских турнирах высшей категории Жо оба раза проходит в четвёртый круг, но до матчей с более высоко сеянными теннисистами добирается лишь раз: в Майами он в четвертьфинале три сета борется с Рафаэлем Надалем, но уступает. Не лучше проходит и начало грунтового сезона: в четвертьфинале Кубка Дэвиса его проигрыш Джону Изнеру становится решающим в проигрыше французов сборной США; первые личные грунтовые турниры также не слишком удачны: лишь в Монте-Карло Тсонга доходит до четвертьфинала, а на прочих соревнованиях проигрывает в 1-2 матче. К маю результаты стали выправляться: в Риме Жо добрался до четвертьфинала, переиграв Хуана Мартина дель Потро, а несколько недель спустя достиг этой же стадии на Ролан Гаррос, сначала выиграв в пяти сетах у Станисласа Вавринки, а затем со счёта 2-1 по сетам уступил Новаку Джоковичу.
Неплохо французу удался и травяной сезон: на Уимблдоне Тсонга вновь добрался до полуфинала, а месяц спустя неплохо проявил себя на Олимпиаде — выйдя в четвертьфинал одиночного турнира и сыграв в титульном матче турнира среди мужских пар (вместе с Микаэлем Льодра он переиграл в затяжном полуфинале Давида Феррера и Фелисиано Лопеса, чтобы в финале уступить братьям Брайанам). Выложившись на травяном отрезке, Тсонга неудачно проводит US Open Series: на канадском Мастерсе и на Открытом чемпионате США он в сумме выигрывает лишь один матч. Осенью Жо-Вильфрид постепенно возвращает свою лучшую форму, сыграв в трёх финалах небольших турниров и выйдя в четвертьфиналы обоих Мастерсов. Истратив на этой борьбе последние силы, Тсонга не смог проявить себя на итоговом турнире, где за три матча выиграл лишь сет.

### 2013—2015
Новый год также не радовал стабильностью: удачно размявшись на Кубке Хопмана, Тсонга затем пробился в четвертьфинал Открытого чемпионата Австралии, где в пяти сетах уступил Роджеру Федереру. Следом француз сыграл несколько турниров в Старом свете: выиграв соревнование базовой серии в Марселе он на чуть более крупных турнирах уступал уже на старте, при том, что и в Роттердаме и в Дубае играл с не самыми сильными соперниками. На мартовских турнирах высшей категории ситуацию удалось несколько улучшить: Жо повторил прошлогодние результаты, уступив сначала Джоковичу, а затем Чиличу. Старт грунтового сезона продолжил удачную серию: Тсонга выиграл оба своих матча в четвертьфинале Кубка Дэвиса, но французы всё равно уступили на выезде команде сборной Аргентине; а позже добрался до полуфинала турнира в Монте-Карло, сломив сопротивление Станисласа Вавринки и уступив лишь до поры непобедимому здесь Рафаэлю Надалю.
На мастерсе в Мадриде Тсонга вышел в четвертьфинал. На Ролан Гаррос в том сезоне он впервые в карьере смог выйти в полуфинал. Произошло после победы француза в четвертьфинале над известным теннисистом Роджером Федерером (7-5, 6-3, 6-3). Путь в финал ему прегардил испанец Давид Феррер (1-6, 6-7(3), 2-6). В июне на траве в Лондоне Тсонга смог выйти в полуфинал. На Уимблдоне в матче второго раунда против Эрнеста Гулбиса в третьем сете он был вынужден отказаться от продолжения встречи из-за травмы. Из-за неё он пропустил Открытый чемпионат США и вернулся на корт уже в сентябре. Первым турниром для Тсонга стал Мец, где француз дошёл до финала, уступив в нём Жилю Симону — 4-6, 3-6. На мастерсе в Шанхае в октябре он смог выйти в полуфинал. До этой же стадии он добрался на зальном турнире в Вене. После неудачного выступления на мастерсе в Париже, Тсонга опустился на 10-е место в рейтинге и не попал на Итоговый турнир.

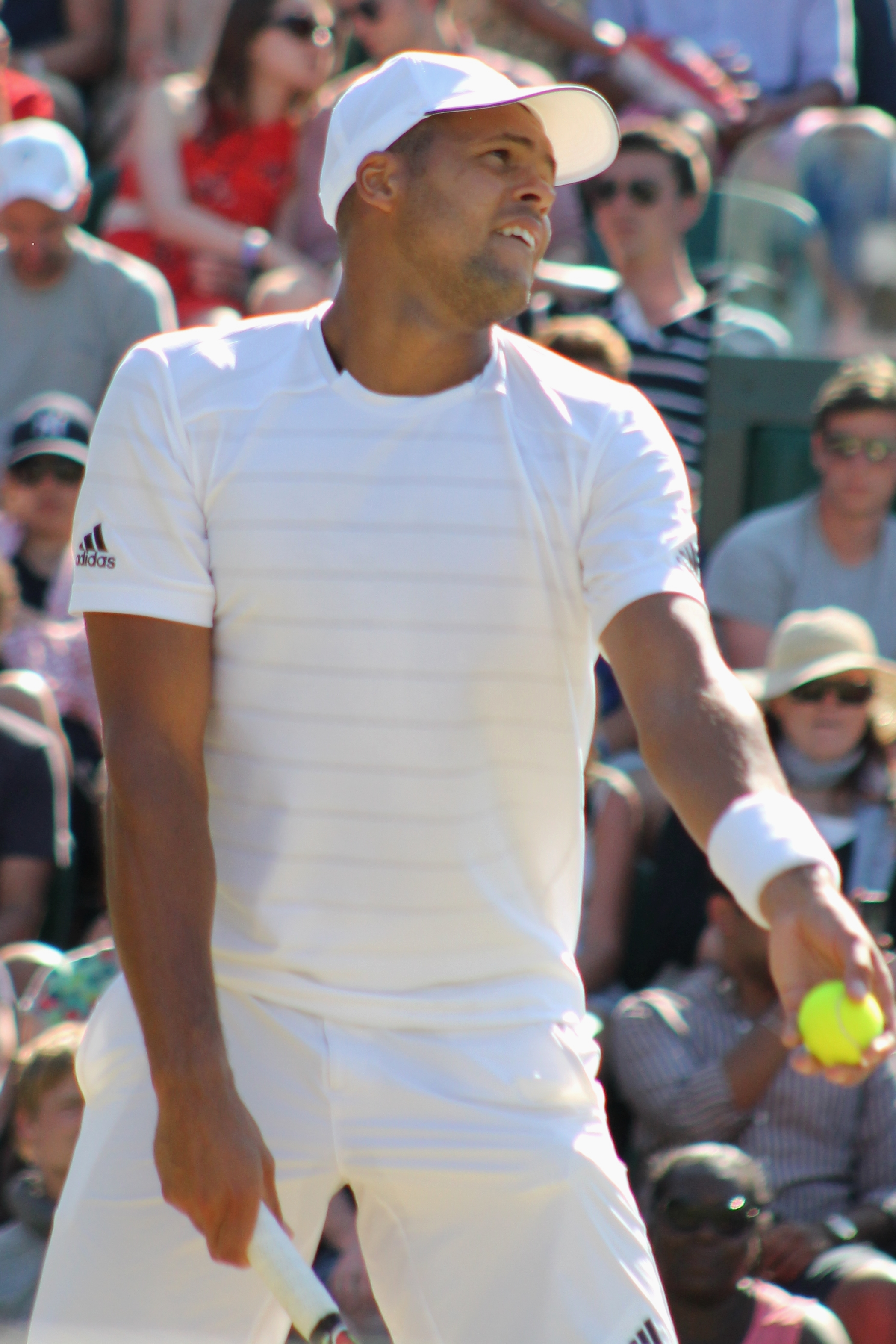
Тсонга на Уимблдоне в 2015 году

Сезон 2014 года Тсонга начал с победы на неофициальном командно турнире Кубок Хопмана. Он в партнёрстве с Ализе Корне удачно представил команды Франции, добившись главного трофея. На Открытом чемпионате Австралии его результатом стал выход в четвёртый раунд. В феврале на турнире в Марселе Жо-Вильфрид вышел в финал, но проиграл там Эрнесту Гулбису — 6-7(5), 4-6. В марте он потерял место в топ-10 мирового рейтинга. Первого четвертьфинала на мастерсах он достиг в апреле в Монте-Карло.
Открытый чемпионат Франции и Уимблдонский турнир 2014 года завершились для Тсонга в четвёртом раунде. Лучшим результатом в сезоне для него стало выступление на мастерсе в Торонто в августе. Тсонга смог по ходу турнира обыграть сразу 4-х представителей топ-10. В третьем раунде турнира он встретился с лидером мирового рейтинга Новаком Джоковичем и обыграл его со счётом 6-2, 6-2. Затем в 1/4 и 1/2 финала последовали победы над № 9 в мире Энди Марреем (7-6(5), 4-6, 6-4) и № 8 Григором Димитровым (6-4, 6-3). В финале Тсонга переиграл № 3 в мире на тот момент Роджера Федерера (7-5, 7-6(3)) и выиграл второй в карьере мастерс. Открытый чемпионат США, как и все турниры серии Большого шлема в 2014 году завершился для француза в четвёртом раунде.
Из-за травмы Тсонга пропустил начало сезона 2015 года и первый раз вышел на корт в марте на мастерсе в Майами. На Открытом чемпионате Франции в четвёртом раунде Жо-Вильфрид обыграл № 4 в мире Томаша Бердыха (6-3, 6-2, 6-7(5), 6-3), а в четвертьфинале № 5 Кэя Нисикори (6-1, 6-4, 4-6, 3-6, 6-3). Таким образом, Тсонга во второй раз в карьере вышел в полуфинал на Ролан Гаррос. Продвинуться дальше ему помешал Стэн Вавринка (3-6, 7-6(1), 6-7(3), 4-6). Уимблдон он завершил в третьем раунде.
В августе 2015 года Тсонга не удалось защитить свой титул на мастерсе в Канаде. В Монреале его результатом стал четвертьфинал. На Открытом чемпионате США Тсонга во второй раз в карьере вышел в четвертьфинал. В сентябре на зальном турнире в Меце он смог выиграть первый титул в сезоне. В решающем матче Жо-Вильфрид нанёс поражение Жилю Симону — 7-6(5), 1-6, 6-2. В октябре он хорошо выступил на мастерсе в Шанхае. В четвертьфинале Тсонга прошёл № 10 в рейтинге Кевина Андерсона (7-6(6), 5-7, 6-4). В полуфинале он оказался сильнее № 7 Рафаэля Надаля (6-4, 0-6, 7-5), а в финале не смог оказать сопротивление первой ракетке мира Новаку Джоковичу (2-6, 4-6). Этот результат позволил французу вернуть себе место в топ-10 и занять итоговое 10-е место в 2015 году.

### 2016—2017

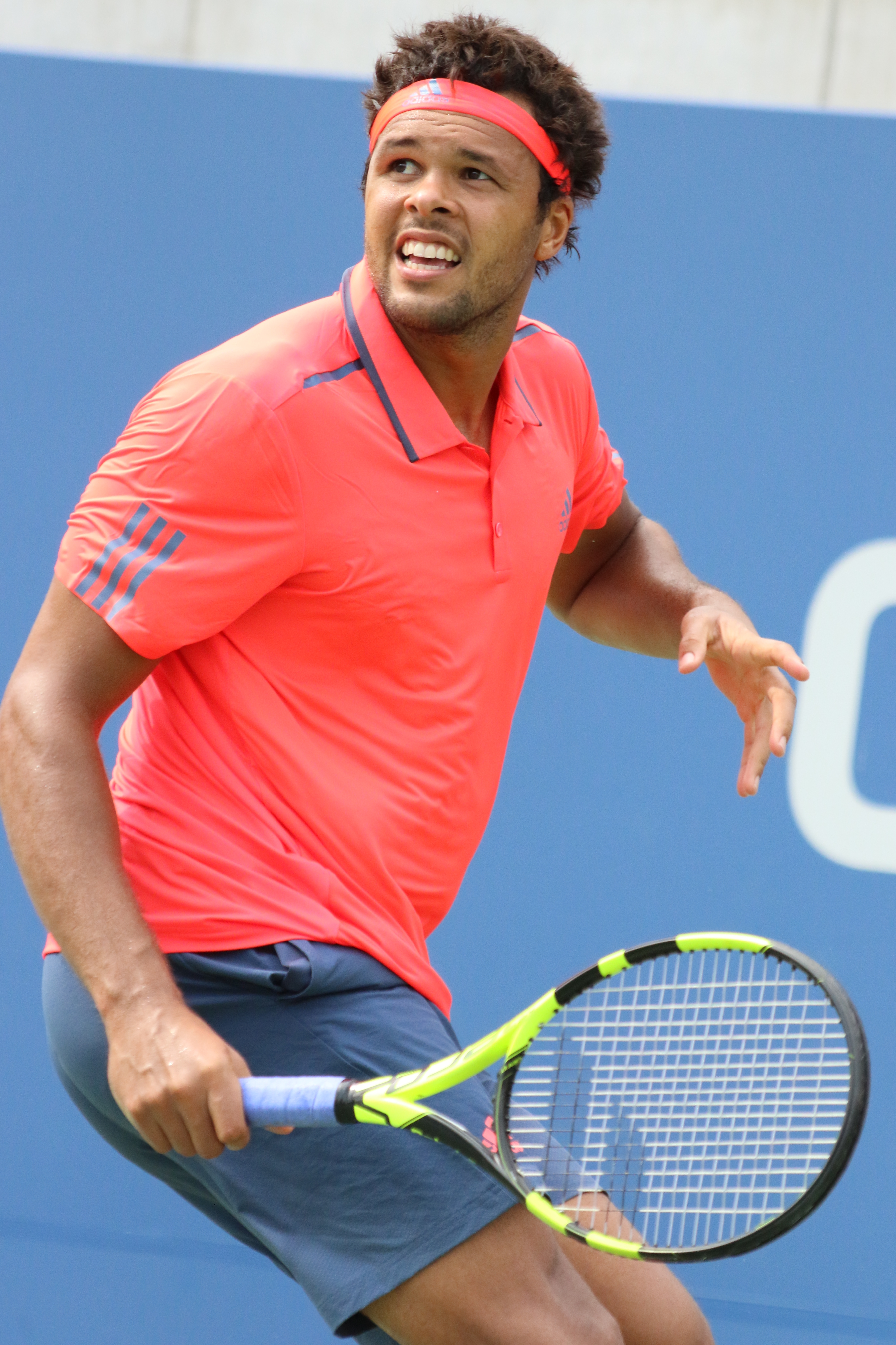
Тсонга на Открытом чемпионате США 2016 года

На первом для себя турнире в 2016 году в Окленде Тсонга вышел в полуфинал. На Открытом чемпионате Австралии его результатом стал четвёртый раунд. В марте на мастерсе в Индиан-Уэллсе он добрался до четвертьфинала. В апреле на грунтовом мастерсе в Монте-Карло Тсонга в 1/4 финала смог переиграть Роджера Федерера (3-6, 6-2, 7-5). В полуфинале он проиграл соотечественнику Гаэлю Монфису. На Ролан Гаррос Жо-Вильфрид снялся с турнира в матче третьего раунда против Эрнеста Гулбиса. Следующим турниром для французского теннисиста стал Уимблдон, где он смог выйти в четвертьфинал.
В августе на Олимпийских играх 2016 года в Рио-де-Жанейро Тсонга сыграл неудачно. В одиночном разряде он проиграл во втором раунде, а в парах с Гаэлем Монфисом выбыл уже в первом. На Открытом чемпионате США он смог выйти в четвертьфинал, где не досрочно завершил матч против № 1 в мире Новака Джоковича. Следующий раз он сыграл в октябре на мастерсе в Шанхае, пройдя на нём в четвертьфинал. Затем на зальном турнире в Вене Тсонга сыграл в финале, в котором проиграл № 2 в мире Энди Маррею — 3-6, 6-7(6). Последним турниром в сезоне для него стал мастерс в Париже. В третьем раунде он переиграл № 4 в мире Кэя Нисикори — 0-6 6-3 7-6(3), но в четвертьфинале уступил № 5 Милошу Раоничу.
В январе 2017 года на Открытом чемпионате Австралии Тсонга добрался до четвертьфинала, где уступил теннисисту из Швейцарии Стэну Вавринке со счётом 6-7(2), 4-6, 3-6. В феврале он вышел в полуфинал зального турнира в Монпелье, а затем выиграл первый титул за два года на турнире в Роттердаме. В четвертьфинале он смог победить № 7 в мире Марина Чилича. Победив затем Томаша Бердыха, Тсонга вышел в финал, где сразился с Давидом Гоффеном и обыграл его в трёх сетах со счётом (4-6, 6-4, 6-1). После этого француз отправился на родину и выиграл второй титул подряд. В финале турнира в Марселе Тсонга сразился со своим соотечественником Люкой Пуйем и одержал победу в двух сетах — 6-4, 6-4. В конце мая Тсонга покорился ещё один французский турнир АТП. На этот раз в Лионе его оппонентом по финалу стал чех Томаш Бердых. В упорном поединке француз переиграл чеха со счётом 7-6(2), 7-5, завоевав свой третий титул в 2017 году.
На следующих турнирах серии Большого шлема в 2017 году Тсонга выступает неудачно. Лучшим достижением (помимо 1/4 финала в Австралии в январе) стал выход в третий раунд Уимблдонского турнира. Хорошие результаты вернулись к нему уже в октябре, когда Тсонга смог выйти в два финала подряд. Первым из них стал финал в Антверпене, в котором он победил Диего Шварцмана (6-3, 7-5). Впервые в карьере Тсонга выиграл четыре турнира Мирового тура за сезон. На следующем турнире в Вене он смог переиграть в 1/4 финала № 5 в одиночном рейтинге Александра Зверева (7-6(6), 6-2). Выиграв ещё один матч Тсонга в финале уступил соотечественнику Люке Пуйю со счётом 1-6, 4-6. В концовке сезона Тсонга сыграл в финале Кубка Дэвиса за сборную Франции и смог помочь своей команде одолеть сборную Бельгии и выиграть престижный командный трофей.

### 2018—2019
Первым турниром в 2018 году для Тсонга стал Открытый чемпионат Австралии, где он выбыл в третьем раунде. После этого он сыграл в феврале на зальном турнире в Монпелье и отметился выходом в полуфинал. Затем Тсонга из-за травмы колена вынужден был сделать перерыв в спортивной карьере на длительный срок. Следующий раз на корт он вышел уже в сентябре на турнире в Меце, а в рейтинге опустился в третью сотню.
На старте сезона 2019 года Тсонга вышел в полуфинал турнира в Брисбене. На Открытом чемпионате Австралии дошёл до второго раунда, где проиграл будущему чемпиону Новаку Джоковичу. Затем в феврале на домашнем турнире в Монпелье Жо-Вильфрид выиграл первый титул в сезоне, в финале переиграв соотечественника Пьера-Юга Эрбера (6-4, 6-2). В апреле на грунтов турнире в Марракеше он достиг полуфинала. В начале мая француз вернулся в топ-100 мирового рейтинга. На Ролан Гаррос, как и в Австралии, он проиграл во втором раунде, а на Уимблдонском турнире дошёл до третьего раунда, но проиграл в трёх сетах испанцу Рафаэлю Надалю.
На Открытом чемпионате США 2019 года Тсонга проиграл в первом раунде американцу Теннису Сандгрену в пятисетовом поединке. Вслед за провальным мэйджором он заявился на «челленджер» в Кассисе, на котором довольно легко завоевал титул, одержав самую быструю победу в финалах данной серии. Он обыграл Дуди Селу со счётом 6-1 6-0 за 44 минуты. После этого он вернулся к выступлением в Мировом туре и одержал победу на турнире в Меце, в финале которого победил Аляжа Бедене — 6-7(4), 7-6(4), 6-3. В конце сезона Тсонга удалось выйти в четвертьфинал на мастерсе в Париже. Завершил сезон француз в пределах топ-30 одиночного рейтинга.

## Рейтинг на конец года
| Год  | Одиночный рейтинг | Парный рейтинг |
| 2021 | 263               | 383            |
| 2020 | 62                | 774            |
| 2019 | 29                | 711            |
| 2018 | 239               |                |
| 2017 | 15                | 544            |
| 2016 | 12                | 168            |
| 2015 | 10                | 376            |
| 2014 | 12                | 156            |
| 2013 | 10                | 412            |
| 2012 | 9                 | 198            |
| 2011 | 6                 | 115            |
| 2010 | 13                | 242            |
| 2009 | 10                | 34             |
| 2008 | 6                 | 130            |
| 2007 | 43                | 111            |
| 2006 | 212               |                |
| 2005 | 338               | 1 651          |
| 2004 | 163               | 782            |
| 2003 | 394               | 645            |
| 2002 | 500               | 933            |
| 2001 | 899               |                |

По данным официального сайта ATP на последнюю неделю года.

## Выступления на турнирах

### Финалы турниров Большого шлема в одиночном разряде (1)

#### Поражения (1)
| №  | Год  | Турнир                       | Покрытие | Соперник в финале | Счёт               |
| 1. | 2008 | Открытый чемпионат Австралии | Хард     | Новак Джокович    | 6-4 4-6 3-6 6-7(2) |

### Финалы турнировATPв одиночном разряде (30)

#### Победы (18)
| Легенда                              |
| ------------------------------------ |
| Турниры Большого шлема (0*)          |
| Итоговый турнир ATP (0)              |
| Олимпиада (0)                        |
| ATP Мастерс / ATP Мастерс 1000 (2+1) |
| АТР Gold / АТР 500 (2)               |
| АТР International / АТР 250 (14+3)   |

| Титулы по покрытиям | Титулы по месту проведения матчей турнира |
| ------------------- | ----------------------------------------- |
| Хард (17+3*)        | Зал (14+1)                                |
| Грунт (1)           | Зал (14+1)                                |
| Трава (0)           | Открытый воздух (4+3)                     |
| Ковёр (0+1)         | Открытый воздух (4+3)                     |

* количество побед в одиночном разряде + количество побед в парном разряде.
| №   | Дата             | Турнир                | Покрытие   | Соперник в финале      | Счёт              |
| 1.  | 28 сентября 2008 | Бангкок, Таиланд      | Хард (зал) | Новак Джокович         | 7-6(4) 6-4        |
| 2.  | 2 ноября 2008    | Париж, Франция        | Хард (зал) | Давид Налбандян        | 6-3 4-6 6-4       |
| 3.  | 8 февраля 2009   | Йоханнесбург, ЮАР     | Хард       | Жереми Шарди           | 6-4 7-6(5)        |
| 4.  | 22 февраля 2009  | Марсель, Франция      | Хард (зал) | Микаэль Льодра         | 7-5 7-6(3)        |
| 5.  | 11 октября 2009  | Токио, Япония         | Хард       | Михаил Южный           | 6-3 6-3           |
| 6.  | 25 сентября 2011 | Мец, Франция          | Хард (зал) | Иван Любичич           | 6-3 6-7(4) 6-3    |
| 7.  | 30 октября 2011  | Вена, Австрия         | Хард (зал) | Хуан Мартин Дель Потро | 6-7(5) 6-3 6-4    |
| 8.  | 7 января 2012    | Доха, Катар           | Хард       | Гаэль Монфис           | 7-5 6-3           |
| 9.  | 23 сентября 2012 | Мец, Франция (2)      | Хард (зал) | Андреас Сеппи          | 6-1 6-2           |
| 10. | 24 февраля 2013  | Марсель, Франция (2)  | Хард (зал) | Томаш Бердых           | 3-6 7-6(6) 6-4    |
| 11. | 10 августа 2014  | Торонто, Канада       | Хард (зал) | Роджер Федерер         | 7-5 7-6(3)        |
| 12. | 27 сентября 2015 | Мец, Франция (3)      | Хард (зал) | Жиль Симон             | 7-6(5) 1-6 6-2    |
| 13. | 19 февраля 2017  | Роттердам, Нидерланды | Хард (зал) | Давид Гоффен           | 4-6 6-4 6-1       |
| 14. | 26 февраля 2017  | Марсель, Франция (3)  | Хард (зал) | Люка Пуй               | 6-4 6-4           |
| 15. | 27 мая 2017      | Лион, Франция         | Грунт      | Томаш Бердых           | 7-6(2) 7-5        |
| 16. | 22 октября 2017  | Антверпен, Бельгия    | Хард (зал) | Диего Шварцман         | 6-3 7-5           |
| 17. | 10 февраля 2019  | Монпелье, Франция     | Хард (зал) | Пьер-Юг Эрбер          | 6-4 6-2           |
| 18. | 22 сентября 2019 | Мец, Франция (4)      | Хард (зал) | Аляж Бедене            | 6-7(4) 7-6(4) 6-3 |

#### Поражения (12)
| №   | Дата             | Турнир                       | Покрытие   | Соперник в финале | Счёт               |
| 1.  | 27 января 2008   | Открытый чемпионат Австралии | Хард       | Новак Джокович    | 6-4 4-6 3-6 6-7(2) |
| 2.  | 13 февраля 2011  | Роттердам, Нидерланды        | Хард (зал) | Робин Сёдерлинг   | 6-3 3-6 6-3        |
| 3.  | 12 июня 2011     | Лондон, Великобритания       | Трава      | Энди Маррей       | 6-3 6-7(2) 4-6     |
| 4.  | 13 ноября 2011   | Париж, Франция               | Хард (зал) | Роджер Федерер    | 1-6 6-7(3)         |
| 5.  | 27 ноября 2011   | Финал Мирового Тура ATP      | Хард (зал) | Роджер Федерер    | 3-6 7-6(3) 3-6     |
| 6.  | 7 октября 2012   | Пекин, Китай                 | Хард       | Новак Джокович    | 6-7(4) 2-6         |
| 7.  | 21 октября 2012  | Стокгольм, Швеция            | Хард (зал) | Томаш Бердых      | 6-4 4-6 4-6        |
| 8.  | 22 сентября 2013 | Мец, Франция                 | Хард (зал) | Жиль Симон        | 4-6 3-6            |
| 9.  | 23 февраля 2014  | Марсель, Франция             | Хард (зал) | Эрнест Гулбис     | 6-7(5) 4-6         |
| 10. | 18 октября 2015  | Шанхай, Китай                | Хард       | Новак Джокович    | 2-6 4-6            |
| 11. | 30 октября 2016  | Вена, Австрия                | Хард (зал) | Энди Маррей       | 3-6 6-7(6)         |
| 12. | 29 октября 2017  | Вена, Австрия (2)            | Хард (зал) | Люка Пуй          | 1-6 4-6            |

### Финалы челленджеров и фьючерсов в одиночном разряде (18)

#### Победы (15)
| Условные обозначения |
| Челленджеры (9*)     |
| Фьючерсы (6+1)       |

| Титулы по покрытиям | Титулы по месту проведения матчей турнира |
| ------------------- | ----------------------------------------- |
| Хард (12*)          | Зал (6)                                   |
| Грунт (0+1)         | Зал (6)                                   |
| Трава (2)           | Открытый воздух (9+1)                     |
| Ковёр (1)           | Открытый воздух (9+1)                     |

* количество побед в одиночном разряде + количество побед в парном разряде.
| №   | Дата            | Турнир                    | Покрытие    | Соперник в финале         | Счёт        |
| 1.  | 20 июня 2004    | Лансароте, Испания        | Хард        | Даниэль Муньос де ла Нава | 7-5 6-3     |
| 2.  | 11 июля 2004    | Ноттингем, Великобритания | Трава       | Алекс Богданович          | 6-3 6-4     |
| 3.  | 1 августа 2004  | Тольятти, Россия          | Хард        | Ладислав Сварк            | 6-3 7-6(2)  |
| 4.  | 3 апреля 2005   | Леон, Мексика             | Хард        | Гленн Вайнер              | 7-5 7-5     |
| 5.  | 16 октября 2005 | Сен-Дизье, Франция        | Хард (зал)  | Торстен Попп              | 6-0 7-6(8)  |
| 6.  | 19 марта 2006   | Лилль, Франция            | Хард (зал)  | Себастьян де Шоньяк       | 7-5 7-5     |
| 7.  | 1 апреля 2006   | Бат, Великобритания       | Хард (зал)  | Микаэль Рюдерстедт        | 6-3 6-2     |
| 8.  | 8 апреля 2006   | Бат, Великобритания       | Хард (зал)  | Филип Прпич               | 6-3 6-1     |
| 9.  | 15 октября 2006 | Ренн, Франция             | Ковёр (зал) | Тобиас Заммерер           | 1-6 7-5 7-5 |
| 10. | 25 марта 2007   | Пуатье, Франция           | Хард (зал)  | Андис Юшка                | 6-1 7-5     |
| 11. | 7 апреля 2007   | Таллахасси, США           | Хард        | Рик де Вуст               | 6-1 6-4     |
| 12. | 15 апреля 2007  | Мехико, Мексика           | Хард        | Бруно Эчагарай            | 6-4 2-6 6-1 |
| 13. | 6 мая 2007      | Лансароте, Испания        | Хард        | Пол Бакканелло            | 6-2 6-2     |
| 14. | 10 июня 2007    | Сербитон, Великобритания  | Трава       | Иво Карлович              | 6-3 7-6(4)  |
| 15. | 8 сентября 2019 | Кассис, Франция           | Хард        | Дуди Села                 | 6-1 6-0     |

#### Поражения (3)
| №  | Дата             | Турнир             | Покрытие | Соперник в финале | Счёт        |
| 1. | 27 июля 2003     | Валескюр, Франция  | Хард     | Бенжамин Кассен   | 5-7 1-6     |
| 2. | 29 апреля 2006   | Лансароте, Испания | Хард     | Филип Прпич       | 6-3 3-6 4-6 |
| 3. | 24 сентября 2006 | Плезир, Франция    | Хард     | Грегори Карра     | 6-7(7) 1-6  |

### Финалы турнировATPв парном разряде (8)

#### Победы (4)
| №  | Дата            | Турнир             | Покрытие    | Партнёр           | Соперники в финале                  | Счёт           |
| 1. | 28 октября 2007 | Лион, Франция      | Ковёр (зал) | Себастьян Гросжан | Лукаш Кубот Ловро Зовко             | 6-4 6-3        |
| 2. | 12 января 2008  | Сидней, Австралия  | Хард        | Ришар Гаске       | Боб Брайан Майк Брайан              | 4-6 6-4 [11-9] |
| 3. | 11 января 2009  | Брисбен, Австралия | Хард        | Марк Жикель       | Фернандо Вердаско Миша Зверев       | 6-4 6-3        |
| 4. | 18 октября 2009 | Шанхай, Китай      | Хард        | Жюльен Беннето    | Мариуш Фирстенберг Марцин Матковски | 6-2 6-4        |

#### Поражения (4)
| №  | Дата             | Турнир           | Покрытие   | Партнёр        | Соперники в финале            | Счёт в финале      |
| -- | ---------------- | ---------------- | ---------- | -------------- | ----------------------------- | ------------------ |
| 1. | 20 февраля 2011  | Марсель, Франция | Хард (зал) | Жюльен Беннето | Робин Хаасе Кен Скупски       | 3-6 7-6(4) [11-13] |
| 2. | 26 февраля 2012  | Марсель, Франция | Хард (зал) | Дастин Браун   | Николя Маю Эдуар Роже-Васслен | 6-3, 3-6, [6-10]   |
| 3. | 4 августа 2012   | Олимпиада        | Трава      | Микаэль Льодра | Боб Брайан Майк Брайан        | 4-6 6-7(2)         |
| 4. | 22 сентября 2013 | Мец, Франция     | Хард (зал) | Николя Маю     | Юхан Брунстрём Равен Класен   | 4-6 6-7(5)         |

### Финалы челленджеров и фьючерсов в парном разряде (2)

#### Победы (1)
| №  | Дата           | Турнир        | Покрытие | Партнёр    | Соперники в финале        | Счёт    |
| 1. | 18 апреля 2004 | Грас, Франция | Грунт    | Жиль Симон | Гаэль Монфис Жослан Уанна | 7-5 6-2 |

#### Поражения (1)
| №  | Дата           | Турнир              | Покрытие | Партнёр            | Соперники в финале             | Счёт    |
| 1. | 27 апреля 2003 | Хоэнбрунн, Германия | Грунт    | Эдуар Роже-Васслен | Роберт Линдстедт Фредрик Ловен | 4-6 1-6 |

### Финалы командных турниров (5)

#### Победы (2)
| №  | Год  | Турнир        | Команда                                         | Соперник в финале                                  | Счёт |
| 1. | 2014 | Кубок Хопмана | Франция · Тсонга, Корне                         | Польша · Панфил, Радваньская                       | 2-1  |
| 2. | 2017 | Кубок Дэвиса  | Франция Р.Гаске, Л.Пуй, Ж.-В.Тсонга, П.-Ю.Эрбер | Бельгия Р.Бемельманс, Д.Гоффен, С.Дарси, Й.де Лоре | 3-2  |

#### Поражения (3)
| №  | Год  | Турнир           | Команда                                                | Соперник в финале                           | Счёт |
| 1. | 2010 | Кубок Дэвиса     | Франция Не играл в финале.                             | Сербия Джокович, Типсаревич,Троицки,Зимонич | 2-3  |
| 2. | 2014 | Кубок Дэвиса (2) | Франция Тсонга, Монфис, Беннето, Гаске                 | Швейцария Вавринка, Федерер                 | 1-3  |
| 3. | 2018 | Кубок Дэвиса (3) | Франция Н.Маю, Л.Пуй, Ж.-В.Тсонга, Ж.Шарди, П.-Ю.Эрбер | Хорватия И.Додиг, М.Павич, М.Чилич, Б.Чорич | 1-3  |

## История выступлений на турнирах
По состоянию на 9 мая 2022 года
Для того, чтобы предотвратить неразбериху и удваивание счёта, информация в этой таблице корректируется только по окончании турнира или по окончании участия там данного игрока.
| Турнир                       | 2004          | 2005          | 2007          | 2008          | 2009                    | 2010                    | 2011                    | 2012                    | 2013                    | 2014                    | 2015                    | 2016                    | 2017                    | 2018                    | 2019                    | 2020                    | 2021                    | 2022                    | Итог   | В/П за карьеру |
| ---------------------------- | ------------- | ------------- | ------------- | ------------- | ----------------------- | ----------------------- | ----------------------- | ----------------------- | ----------------------- | ----------------------- | ----------------------- | ----------------------- | ----------------------- | ----------------------- | ----------------------- | ----------------------- | ----------------------- | ----------------------- | ------ | -------------- |
| Турниры Большого шлема       |               |               |               |               |                         |                         |                         |                         |                         |                         |                         |                         |                         |                         |                         |                         |                         |                         |        |                |
| Открытый чемпионат Австралии | -             | -             | 1Р            | Ф             | 1/4                     | 1/2                     | 1/4                     | 3Р                      | 1/4                     | 4Р                      | -                       | 4Р                      | 1/4                     | 3Р                      | 2Р                      | 1Р                      | -                       | -                       | 0 / 13 | 37-13          |
| Открытый чемпионат Франции   | -             | 1Р            | -             | -             | 4Р                      | 4Р                      | 3Р                      | 1/4                     | 1/2                     | 4Р                      | 1/2                     | 3Р                      | 1Р                      | -                       | 2Р                      | -                       | 1Р                      |                         | 0 / 12 | 28-12          |
| Уимблдонский турнир          | -             | -             | 4Р            | -             | 3Р                      | 1/4                     | 1/2                     | 1/2                     | 2Р                      | 4Р                      | 3Р                      | 1/4                     | 3Р                      | -                       | 3Р                      | НП                      | 1Р                      |                         | 0 / 12 | 32-12          |
| Открытый чемпионат США       | -             | -             | 3Р            | 3Р            | 4Р                      | -                       | 1/4                     | 2Р                      | -                       | 4Р                      | 1/4                     | 1/4                     | 2Р                      | -                       | 1Р                      | -                       | -                       |                         | 0 / 10 | 24-10          |
| Итог                         | 0 / 0         | 0 / 1         | 0 / 3         | 0 / 2         | 0 / 4                   | 0 / 3                   | 0 / 4                   | 0 / 4                   | 0 / 3                   | 0 / 4                   | 0 / 3                   | 0 / 4                   | 0 / 4                   | 0 / 1                   | 0 / 4                   | 0 / 1                   | 0 / 2                   | 0 / 0                   | 0 / 47 |                |
| В/П в сезоне                 | 0-0           | 0-1           | 5-3           | 8-2           | 11-4                    | 12-3                    | 13-4                    | 13-4                    | 10-3                    | 12-4                    | 11-3                    | 13-4                    | 7-4                     | 2-1                     | 4-4                     | 0-1                     | 0-2                     | 0-0                     |        | 121-47         |
| Итоговые турниры             |               |               |               |               |                         |                         |                         |                         |                         |                         |                         |                         |                         |                         |                         |                         |                         |                         |        |                |
| Итоговый турнир ATP          | -             | -             | -             | Группа        | -                       | -                       | Ф                       | Группа                  | -                       | -                       | -                       | -                       | -                       | -                       | -                       | -                       | -                       |                         | 0 / 3  | 4-7            |
| Олимпийские игры             |               |               |               |               |                         |                         |                         |                         |                         |                         |                         |                         |                         |                         |                         |                         |                         |                         |        |                |
| Летняя олимпиада             | -             | Не проводился | Не проводился | -             | Не проводился           | Не проводился           | Не проводился           | 1/4                     | Не проводился           | Не проводился           | Не проводился           | 2Р                      | Не проводился           | Не проводился           | Не проводился           | Не проводился           | -                       | НП                      | 0 / 2  | 4-2            |
| Турниры Мастерс              |               |               |               |               |                         |                         |                         |                         |                         |                         |                         |                         |                         |                         |                         |                         |                         |                         |        |                |
| Индиан-Уэллc                 | -             | -             | -             | 4Р            | 3Р                      | 4Р                      | 2Р                      | 4Р                      | 1/4                     | 2Р                      | -                       | 1/4                     | 2Р                      | -                       | -                       | НП                      | -                       | -                       | 0 / 9  | 13-9           |
| Майами                       | -             | -             | -             | 3Р            | 1/4                     | 1/4                     | 3Р                      | 1/4                     | 4Р                      | 4Р                      | 3Р                      | 3Р                      | -                       | -                       | К                       | НП                      | -                       | 1Р                      | 0 / 10 | 17-10          |
| Монте-Карло                  | -             | -             | -             | -             | -                       | 3Р                      | 2Р                      | 1/4                     | 1/2                     | 1/4                     | 3Р                      | 1/2                     | 2Р                      | -                       | 1Р                      | НП                      | -                       | 1Р                      | 0 / 10 | 14-10          |
| Мадрид                       | -             | -             | -             | 3Р            | 2Р                      | 2Р                      | 3Р                      | 3Р                      | 1/4                     | 2Р                      | 3Р                      | 3Р                      | 2Р                      | -                       | -                       | НП                      | -                       | -                       | 0 / 10 | 12-9           |
| Рим                          | -             | -             | -             | 1Р            | 1Р                      | 1/4                     | 2Р                      | 1/4                     | 2Р                      | 3Р                      | 2Р                      | -                       | -                       | -                       | 1Р                      | -                       | -                       | -                       | 0 / 9  | 8-9            |
| Торонто/Монреаль             | -             | -             | -             | -             | 1/2                     | -                       | 1/2                     | 2Р                      | -                       | П                       | 1/4                     | -                       | 2Р                      | -                       | 1Р                      | НП                      | -                       |                         | 1 / 7  | 16-6           |
| Цинциннати                   | -             | -             | -             | -             | 2Р                      | -                       | 2Р                      | -                       | -                       | 1Р                      | 1Р                      | 3Р                      | 2Р                      | -                       | -                       | -                       | -                       |                         | 0 / 6  | 2-6            |
| Шанхай                       | Не проводился | Не проводился | Не проводился | Не проводился | 3Р                      | 1/4                     | 2Р                      | 1/4                     | 1/2                     | -                       | Ф                       | 1/4                     | -                       | -                       | -                       | Не проводился           | Не проводился           |                         | 0 / 7  | 17-7           |
| Париж                        | 2Р            | -             | 2Р            | П             | 1/4                     | -                       | Ф                       | 1/4                     | 2Р                      | 3Р                      | 3Р                      | 1/4                     | 2Р                      | 1Р                      | 1/4                     | -                       | -                       |                         | 1 / 13 | 21-12          |
| Гамбург                      | -             | -             | -             | 2Р            | Не турнир серии Мастерс | Не турнир серии Мастерс | Не турнир серии Мастерс | Не турнир серии Мастерс | Не турнир серии Мастерс | Не турнир серии Мастерс | Не турнир серии Мастерс | Не турнир серии Мастерс | Не турнир серии Мастерс | Не турнир серии Мастерс | Не турнир серии Мастерс | Не турнир серии Мастерс | Не турнир серии Мастерс | Не турнир серии Мастерс | 0 / 1  | 1-1            |
| Статистика за карьеру        |               |               |               |               |                         |                         |                         |                         |                         |                         |                         |                         |                         |                         |                         |                         |                         |                         |        |                |
| Проведено финалов            | 0             | 0             | 0             | 3             | 3                       | 0                       | 6                       | 4                       | 2                       | 2                       | 2                       | 1                       | 5                       | 0                       | 2                       | 0                       | 0                       | 0                       |        | 30             |
| Выиграно турниров АТП        | 0             | 0             | 0             | 2             | 3                       | 0                       | 2                       | 2                       | 1                       | 1                       | 1                       | 0                       | 4                       | 0                       | 2                       | 0                       | 0                       | 0                       |        | 18             |
| В/П: всего                   | 2-2           | 0-1           | 14-10         | 34-14         | 53-20                   | 31-16                   | 55-24                   | 55-25                   | 39-16                   | 36-19                   | 32-16                   | 37-17                   | 38-15                   | 5-7                     | 33-19                   | 0-2                     | 1-8                     | 2-5                     |        | 467-236        |
| Σ % побед                    | 50 %          | 0 %           | 58 %          | 71 %          | 73 %                    | 66 %                    | 70 %                    | 69 %                    | 71 %                    | 65 %                    | 67 %                    | 69 %                    | 72 %                    | 42 %                    | 63 %                    | 0 %                     | 11 %                    | 29 %                    |        | 66 %           |